# 崇神天皇
崇神天皇（すじんてんのう、旧字体：崇神󠄀天皇、開化天皇9年または10年 - 崇神天皇68年12月5日）は、日本の第10代天皇（在位：崇神天皇元年1月13日 - 同68年12月5日）。『日本書紀』での名は、御間城入彦五十瓊殖天皇（みまきいりびこいにえのすめらみこと）。祭祀、軍事、内政においてヤマト王権国家の基盤を整えたとされる御肇国天皇（）。実在した可能性のある最初の天皇とする説があり、考古学上実在したとすれば治世時期は3世紀後半から4世紀前半と推定されるが、近年発掘の進む纏向遺跡との関係からその存在に注目が高まっている天皇の一人である。

## 略歴
稚日本根子彦大日日天皇（開化天皇）の第二皇子。母は伊香色謎命（いかがしこめのみこと）で後の物部氏の系譜に連なる。異母兄に彦湯産隅命（迦具夜比売命の祖）。異父兄に彦太忍信命（磐之媛の祖）。異母弟に彦坐王（神功皇后の祖）。『古事記』は同母妹として后と同名の御真津比売命を記す。19歳で皇太子となる。
父帝が崩御した翌年の1月13日に即位。2月16日に従妹の御間城姫を皇后とし、活目尊（後の垂仁天皇）や倭彦命らを得た。即位5年から7年にかけて疫病が流行したが、大物主神などの神々を祀ることで治めた。即位10年、武埴安彦（たけはにやすびこ、孝元天皇の皇子）の反乱を鎮め、四道将軍を各地に派遣した。即位12年に戸口を調査して初めて課役を科したことで御肇国天皇と称えられている。即位65年、任那から朝貢があった。即位68年、崩御。

## 名
- 御間城入彦五十瓊殖天皇（みまきいりびこいにえのすめらみこと） - 『日本書紀』
- 御間城天皇（みまきのすめらみこと） - 『日本書紀』
- 御間城入彦尊（みまきいりひこのみこと） - 『日本書紀』
- 御肇國天皇（はつくにしらすすめらみこと） - 『日本書紀』
- 御眞木入日子印恵命（みまきいりひこいにえのみこと） - 『古事記』
- 所知初國御眞木天皇（はつくにしらししみまきのすめらみこと） - 『古事記』
- 美萬貴天皇（みまきのすめらみこと） - 『常陸国風土記』

漢風諡号である「崇神天皇」は、代々の天皇と同様、奈良時代に淡海三船によって撰進された。

## 事績

### 疫病と祭祀
即位3年、三輪山西麓の瑞籬宮（みずかきのみや）に都を移した。
即位4年、詔を発して万世一系を謳った。
即位5年、疫病が流行して人口の半ばが失われた。祭祀で疫病を治めようとした天皇は翌年に天照大神と倭大国魂神を宮中の外に出すことにした。天照大神は豊鍬入姫命に託して笠縫邑（現在の檜原神社）に祀らせた。倭大国魂神は渟名城入媛命に託し長岡岬に祀らせた。しかし渟名城入媛は身体が痩せ細って倭大国魂神を祀ることが出来なかった。
即位7年、「昔皇祖大いに聖業高く国は盛であったのに、朕の世になり災害が多い。その所以を亀卜にて見極めよう。」と詔して、神浅茅原に幸して八百万の神を集めて占った。すると倭迹迹日百襲姫命に大物主神が乗り移って自分を祀るよう託宣した。神の教えのままに祭祀を行ったが霊験がなかった。そこで天皇は沐浴斎戒して宮殿を中を清めて、「願わくば夢に教えて、神恩を示してほしい」と祈った。するとその夜の夢に一人の貴人が現れ自ら大物主神と称して「もし我が子の大田田根子を以って我を祭ればたちどころに平安となる。」と告げた。続いて倭迹速神浅茅原目妙姫・大水口宿禰（穂積臣遠祖）・伊勢麻績君の三人がともに同じ夢を見て、大物主神と倭大国魂神（大和神社祭神）の祭主をそれぞれ大田田根子と市磯長尾市（いちしのながおち）にせよという神託を受けた。そこで天皇はおじの伊香色雄に命じて物部の八十平瓮（やそひらか）を作らせ、大物主神の子とも子孫とも言われる大田田根子を探し出して大物主神を祭る神主とした。三輪山を御神体とする大神神社の始まりである。また市磯長尾市を倭大国魂神を祭る神主とし、八十万（やそよろず）の群神を祭った。すると疫病は終息して五穀豊穣となった。
即位8年、活日（いくひ）という者を大神の掌酒（さかびと）とした。そして活日が神酒を捧げて歌を詠み、続けて諸大夫（役人）と天皇もそれぞれ歌を詠んだ。
即位9年、天皇は神が夢に現れたと称し大和国の東の隅に座す墨坂神を赤い盾と矛、西の隅に座す大坂神を黒い（『古事記』では墨色）盾と矛をもって祀った。『古事記』ではこれに続いて全ての坂の神や瀬の神に、文字通り隅から隅まで幣帛を奉って疫病が終息したとしている。

### 四道将軍
即位10年、四道将軍を派遣して全国を教化すると宣言した。大彦命を北陸道に、武渟川別を東海道に、吉備津彦を西道に、丹波道主命を丹波（山陰道）に将軍として遣わし従わないものを討伐させることとなった。しかし北陸へ出発した大彦命は和珥坂（わにのさか、奈良県天理市）で現れた不思議な童女から不吉な歌を聴くことになる。
引き返して報告したところ、倭迹迹日百襲姫命がさらに詳細な予言を行った。その結果、武埴安彦（たけはにやすびこ、孝元天皇の皇子）が謀反を起こそうとしていることがわかった。叛乱が露見した武埴安彦は山背から、妻の吾田媛は大坂からともに都を襲撃しようとした。天皇は五十狭芹彦命（吉備津彦命）を遣わして吾田媛勢を迎え討ち、一方の武埴安彦勢には大彦命と彦国葺（ひこくにぶく、和珥氏の祖）を差し向かわせて打ち破った。叛乱終息後に四道将軍は再出発し、翌年に帰還して戎夷を従わせたことを報告した。また北陸道を進んだ大彦命と東海道を進んだ武渟川別の親子が合流した土地を相津（会津）という。

### 御肇国天皇
即位12年、戸口を調査して初めて課役を課した。この偉業をもって御肇国天皇（はつくにしらすすめらみこと）と称えられている。『古事記』には天下を統一して平和で人民が豊かで幸せに暮らすことが出来るようになり、その御世を称えて初めて国を治めた御真木天皇「所知初国之御真木天皇」と謂う、とある。
即位17年、献上品を運び込むための船を作らせた。
即位48年、豊城命と活目尊を呼んで夢占いを行い弟の活目尊を皇太子とした。兄の豊城命には東国を治めさせた。
即位62年、灌漑事業を行って依網池（よさみのいけ、大阪市住吉区）や軽（奈良県高市郡）の酒折池（さかをりのいけ）、苅坂池（かりさかのいけ）を開き大いに農業の便を図ったと伝えられる。
即位65年、任那が使者として蘇那曷叱知（そなかしち）を遣わしてきた。素戔嗚尊が新羅に天降ったという異伝を除けば『日本書紀』において初めての朝鮮半島関連の記録である。
即位68年、崩御。蘇那曷叱知は活目尊（垂仁天皇）の即位2年に任那へ帰国したが、その際に天皇からの下賜品を新羅に奪われてしまった。『日本書紀』における任那と新羅の抗争はここから始まる。

## 系譜

### 系図
|                           |                           |                           |                           |                           |                           |  |  |              |              |              |              |              |              |  |  |                           |                           |                           |                           |                           |                           |  |  |                         |                         |                         |                         |                         |                         |  |  |             |             |             |             |             |             |  |  |                             |                             |                             |                             |                             |                             |  |  |                |                |                |                |                |                |  |  |                           |                           |                           |                           |                           |                           |  |  |  |  |  |  |  |  |  |  |  |  |  |  |  |  |  |  |  |  |  |  |  |  |  |  |  |  |  |  |
|                           |                           |                           |                           |                           |                           |  |  |              |              |              |              |              |              |  |  |                           |                           |                           |                           |                           |                           |  |  |                         |                         |                         |                         |                         |                         |  |  |             |             |             |             |             |             |  |  |                             |                             |                             |                             |                             |                             |  |  |                |                |                |                |                |                |  |  |                           |                           |                           |                           |                           |                           |  |  |  |  |  |  |  |  |  |  |  |  |  |  |  |  |  |  |  |  |  |  |  |  |  |  |  |  |  |  |
|                           |                           |                           |                           |                           |                           |  |  | 10 崇神天皇  | 10 崇神天皇  | 10 崇神天皇  | 10 崇神天皇  | 10 崇神天皇  | 10 崇神天皇  |  |  | 彦坐王                    | 彦坐王                    | 彦坐王                    | 彦坐王                    | 彦坐王                    | 彦坐王                    |  |  |                         |                         |                         |                         |                         |                         |  |  |             |             |             |             |             |             |  |  |                             |                             |                             |                             |                             |                             |  |  |                |                |                |                |                |                |  |  |                           |                           |                           |                           |                           |                           |  |  |  |  |  |  |  |  |  |  |  |  |  |  |  |  |  |  |  |  |  |  |  |  |  |  |  |  |  |  |
|                           |                           |                           |                           |                           |                           |  |  | 10 崇神天皇  | 10 崇神天皇  | 10 崇神天皇  | 10 崇神天皇  | 10 崇神天皇  | 10 崇神天皇  |  |  | 彦坐王                    | 彦坐王                    | 彦坐王                    | 彦坐王                    | 彦坐王                    | 彦坐王                    |  |  |                         |                         |                         |                         |                         |                         |  |  |             |             |             |             |             |             |  |  |                             |                             |                             |                             |                             |                             |  |  |                |                |                |                |                |                |  |  |                           |                           |                           |                           |                           |                           |  |  |  |  |  |  |  |  |  |  |  |  |  |  |  |  |  |  |  |  |  |  |  |  |  |  |  |  |  |  |
|                           |                           |                           |                           |                           |                           |  |  |              |              |              |              |              |              |  |  |                           |                           |                           |                           |                           |                           |  |  |                         |                         |                         |                         |                         |                         |  |  |             |             |             |             |             |             |  |  |                             |                             |                             |                             |                             |                             |  |  |                |                |                |                |                |                |  |  |                           |                           |                           |                           |                           |                           |  |  |  |  |  |  |  |  |  |  |  |  |  |  |  |  |  |  |  |  |  |  |  |  |  |  |  |  |  |  |
| 豊城入彦命                | 豊城入彦命                | 豊城入彦命                | 豊城入彦命                | 豊城入彦命                | 豊城入彦命                |  |  | 11 垂仁天皇  | 11 垂仁天皇  | 11 垂仁天皇  | 11 垂仁天皇  | 11 垂仁天皇  | 11 垂仁天皇  |  |  | 丹波道主命                | 丹波道主命                | 丹波道主命                | 丹波道主命                | 丹波道主命                | 丹波道主命                |  |  | 山代之大筒木真若王      | 山代之大筒木真若王      | 山代之大筒木真若王      | 山代之大筒木真若王      | 山代之大筒木真若王      | 山代之大筒木真若王      |  |  |             |             |             |             |             |             |  |  |                             |                             |                             |                             |                             |                             |  |  |                |                |                |                |                |                |  |  |                           |                           |                           |                           |                           |                           |  |  |  |  |  |  |  |  |  |  |  |  |  |  |  |  |  |  |  |  |  |  |  |  |  |  |  |  |  |  |
| 豊城入彦命                | 豊城入彦命                | 豊城入彦命                | 豊城入彦命                | 豊城入彦命                | 豊城入彦命                |  |  | 11 垂仁天皇  | 11 垂仁天皇  | 11 垂仁天皇  | 11 垂仁天皇  | 11 垂仁天皇  | 11 垂仁天皇  |  |  | 丹波道主命                | 丹波道主命                | 丹波道主命                | 丹波道主命                | 丹波道主命                | 丹波道主命                |  |  | 山代之大筒木真若王      | 山代之大筒木真若王      | 山代之大筒木真若王      | 山代之大筒木真若王      | 山代之大筒木真若王      | 山代之大筒木真若王      |  |  |             |             |             |             |             |             |  |  |                             |                             |                             |                             |                             |                             |  |  |                |                |                |                |                |                |  |  |                           |                           |                           |                           |                           |                           |  |  |  |  |  |  |  |  |  |  |  |  |  |  |  |  |  |  |  |  |  |  |  |  |  |  |  |  |  |  |
|                           |                           |                           |                           |                           |                           |  |  |              |              |              |              |              |              |  |  |                           |                           |                           |                           |                           |                           |  |  |                         |                         |                         |                         |                         |                         |  |  |             |             |             |             |             |             |  |  |                             |                             |                             |                             |                             |                             |  |  |                |                |                |                |                |                |  |  |                           |                           |                           |                           |                           |                           |  |  |  |  |  |  |  |  |  |  |  |  |  |  |  |  |  |  |  |  |  |  |  |  |  |  |  |  |  |  |
| 〔上毛野氏〕 〔下毛野氏〕 | 〔上毛野氏〕 〔下毛野氏〕 | 〔上毛野氏〕 〔下毛野氏〕 | 〔上毛野氏〕 〔下毛野氏〕 | 〔上毛野氏〕 〔下毛野氏〕 | 〔上毛野氏〕 〔下毛野氏〕 |  |  | 12 景行天皇  | 12 景行天皇  | 12 景行天皇  | 12 景行天皇  | 12 景行天皇  | 12 景行天皇  |  |  | 倭姫命                    | 倭姫命                    | 倭姫命                    | 倭姫命                    | 倭姫命                    | 倭姫命                    |  |  | 迦邇米雷王              | 迦邇米雷王              | 迦邇米雷王              | 迦邇米雷王              | 迦邇米雷王              | 迦邇米雷王              |  |  |             |             |             |             |             |             |  |  |                             |                             |                             |                             |                             |                             |  |  |                |                |                |                |                |                |  |  |                           |                           |                           |                           |                           |                           |  |  |  |  |  |  |  |  |  |  |  |  |  |  |  |  |  |  |  |  |  |  |  |  |  |  |  |  |  |  |
| 〔上毛野氏〕 〔下毛野氏〕 | 〔上毛野氏〕 〔下毛野氏〕 | 〔上毛野氏〕 〔下毛野氏〕 | 〔上毛野氏〕 〔下毛野氏〕 | 〔上毛野氏〕 〔下毛野氏〕 | 〔上毛野氏〕 〔下毛野氏〕 |  |  | 12 景行天皇  | 12 景行天皇  | 12 景行天皇  | 12 景行天皇  | 12 景行天皇  | 12 景行天皇  |  |  | 倭姫命                    | 倭姫命                    | 倭姫命                    | 倭姫命                    | 倭姫命                    | 倭姫命                    |  |  | 迦邇米雷王              | 迦邇米雷王              | 迦邇米雷王              | 迦邇米雷王              | 迦邇米雷王              | 迦邇米雷王              |  |  |             |             |             |             |             |             |  |  |                             |                             |                             |                             |                             |                             |  |  |                |                |                |                |                |                |  |  |                           |                           |                           |                           |                           |                           |  |  |  |  |  |  |  |  |  |  |  |  |  |  |  |  |  |  |  |  |  |  |  |  |  |  |  |  |  |  |
|                           |                           |                           |                           |                           |                           |  |  |              |              |              |              |              |              |  |  |                           |                           |                           |                           |                           |                           |  |  |                         |                         |                         |                         |                         |                         |  |  |             |             |             |             |             |             |  |  |                             |                             |                             |                             |                             |                             |  |  |                |                |                |                |                |                |  |  |                           |                           |                           |                           |                           |                           |  |  |  |  |  |  |  |  |  |  |  |  |  |  |  |  |  |  |  |  |  |  |  |  |  |  |  |  |  |  |
|                           |                           |                           |                           |                           |                           |  |  | 日本武尊     | 日本武尊     | 日本武尊     | 日本武尊     | 日本武尊     | 日本武尊     |  |  | 13 成務天皇               | 13 成務天皇               | 13 成務天皇               | 13 成務天皇               | 13 成務天皇               | 13 成務天皇               |  |  | 息長宿禰王              | 息長宿禰王              | 息長宿禰王              | 息長宿禰王              | 息長宿禰王              | 息長宿禰王              |  |  |             |             |             |             |             |             |  |  |                             |                             |                             |                             |                             |                             |  |  |                |                |                |                |                |                |  |  |                           |                           |                           |                           |                           |                           |  |  |  |  |  |  |  |  |  |  |  |  |  |  |  |  |  |  |  |  |  |  |  |  |  |  |  |  |  |  |
|                           |                           |                           |                           |                           |                           |  |  | 日本武尊     | 日本武尊     | 日本武尊     | 日本武尊     | 日本武尊     | 日本武尊     |  |  | 13 成務天皇               | 13 成務天皇               | 13 成務天皇               | 13 成務天皇               | 13 成務天皇               | 13 成務天皇               |  |  | 息長宿禰王              | 息長宿禰王              | 息長宿禰王              | 息長宿禰王              | 息長宿禰王              | 息長宿禰王              |  |  |             |             |             |             |             |             |  |  |                             |                             |                             |                             |                             |                             |  |  |                |                |                |                |                |                |  |  |                           |                           |                           |                           |                           |                           |  |  |  |  |  |  |  |  |  |  |  |  |  |  |  |  |  |  |  |  |  |  |  |  |  |  |  |  |  |  |
|                           |                           |                           |                           |                           |                           |  |  | 14 仲哀天皇  | 14 仲哀天皇  | 14 仲哀天皇  | 14 仲哀天皇  | 14 仲哀天皇  | 14 仲哀天皇  |  |  |                           |                           |                           |                           |                           |                           |  |  | 神功皇后 （仲哀天皇后） | 神功皇后 （仲哀天皇后） | 神功皇后 （仲哀天皇后） | 神功皇后 （仲哀天皇后） | 神功皇后 （仲哀天皇后） | 神功皇后 （仲哀天皇后） |  |  |             |             |             |             |             |             |  |  |                             |                             |                             |                             |                             |                             |  |  |                |                |                |                |                |                |  |  |                           |                           |                           |                           |                           |                           |  |  |  |  |  |  |  |  |  |  |  |  |  |  |  |  |  |  |  |  |  |  |  |  |  |  |  |  |  |  |
|                           |                           |                           |                           |                           |                           |  |  | 14 仲哀天皇  | 14 仲哀天皇  | 14 仲哀天皇  | 14 仲哀天皇  | 14 仲哀天皇  | 14 仲哀天皇  |  |  |                           |                           |                           |                           |                           |                           |  |  | 神功皇后 （仲哀天皇后） | 神功皇后 （仲哀天皇后） | 神功皇后 （仲哀天皇后） | 神功皇后 （仲哀天皇后） | 神功皇后 （仲哀天皇后） | 神功皇后 （仲哀天皇后） |  |  |             |             |             |             |             |             |  |  |                             |                             |                             |                             |                             |                             |  |  |                |                |                |                |                |                |  |  |                           |                           |                           |                           |                           |                           |  |  |  |  |  |  |  |  |  |  |  |  |  |  |  |  |  |  |  |  |  |  |  |  |  |  |  |  |  |  |
|                           |                           |                           |                           |                           |                           |  |  | 15 応神天皇  |              |              |              |              |              |  |  |                           |                           |                           |                           |                           |                           |  |  |                         |                         |                         |                         |                         |                         |  |  |             |             |             |             |             |             |  |  |                             |                             |                             |                             |                             |                             |  |  |                |                |                |                |                |                |  |  |                           |                           |                           |                           |                           |                           |  |  |  |  |  |  |  |  |  |  |  |  |  |  |  |  |  |  |  |  |  |  |  |  |  |  |  |  |  |  |
|                           |                           |                           |                           |                           |                           |  |  |              |              |              |              |              |              |  |  |                           |                           |                           |                           |                           |                           |  |  |                         |                         |                         |                         |                         |                         |  |  |             |             |             |             |             |             |  |  |                             |                             |                             |                             |                             |                             |  |  |                |                |                |                |                |                |  |  |                           |                           |                           |                           |                           |                           |  |  |  |  |  |  |  |  |  |  |  |  |  |  |  |  |  |  |  |  |  |  |  |  |  |  |  |  |  |  |
|                           |                           |                           |                           |                           |                           |  |  |              |              |              |              |              |              |  |  |                           |                           |                           |                           |                           |                           |  |  |                         |                         |                         |                         |                         |                         |  |  |             |             |             |             |             |             |  |  |                             |                             |                             |                             |                             |                             |  |  |                |                |                |                |                |                |  |  |                           |                           |                           |                           |                           |                           |  |  |  |  |  |  |  |  |  |  |  |  |  |  |  |  |  |  |  |  |  |  |  |  |  |  |  |  |  |  |
|                           |                           |                           |                           |                           |                           |  |  | 16 仁徳天皇  | 16 仁徳天皇  | 16 仁徳天皇  | 16 仁徳天皇  | 16 仁徳天皇  | 16 仁徳天皇  |  |  | 菟道稚郎子                | 菟道稚郎子                | 菟道稚郎子                | 菟道稚郎子                | 菟道稚郎子                | 菟道稚郎子                |  |  |                         |                         |                         |                         |                         |                         |  |  |             |             |             |             |             |             |  |  |                             |                             |                             |                             |                             |                             |  |  | 稚野毛二派皇子 | 稚野毛二派皇子 | 稚野毛二派皇子 | 稚野毛二派皇子 | 稚野毛二派皇子 | 稚野毛二派皇子 |  |  |                           |                           |                           |                           |                           |                           |  |  |  |  |  |  |  |  |  |  |  |  |  |  |  |  |  |  |  |  |  |  |  |  |  |  |  |  |  |  |
|                           |                           |                           |                           |                           |                           |  |  | 16 仁徳天皇  | 16 仁徳天皇  | 16 仁徳天皇  | 16 仁徳天皇  | 16 仁徳天皇  | 16 仁徳天皇  |  |  | 菟道稚郎子                | 菟道稚郎子                | 菟道稚郎子                | 菟道稚郎子                | 菟道稚郎子                | 菟道稚郎子                |  |  |                         |                         |                         |                         |                         |                         |  |  |             |             |             |             |             |             |  |  |                             |                             |                             |                             |                             |                             |  |  | 稚野毛二派皇子 | 稚野毛二派皇子 | 稚野毛二派皇子 | 稚野毛二派皇子 | 稚野毛二派皇子 | 稚野毛二派皇子 |  |  |                           |                           |                           |                           |                           |                           |  |  |  |  |  |  |  |  |  |  |  |  |  |  |  |  |  |  |  |  |  |  |  |  |  |  |  |  |  |  |
|                           |                           |                           |                           |                           |                           |  |  |              |              |              |              |              |              |  |  |                           |                           |                           |                           |                           |                           |  |  |                         |                         |                         |                         |                         |                         |  |  |             |             |             |             |             |             |  |  |                             |                             |                             |                             |                             |                             |  |  |                |                |                |                |                |                |  |  |                           |                           |                           |                           |                           |                           |  |  |  |  |  |  |  |  |  |  |  |  |  |  |  |  |  |  |  |  |  |  |  |  |  |  |  |  |  |  |
|                           |                           |                           |                           |                           |                           |  |  | 17 履中天皇  | 17 履中天皇  | 17 履中天皇  | 17 履中天皇  | 17 履中天皇  | 17 履中天皇  |  |  | 18 反正天皇               | 18 反正天皇               | 18 反正天皇               | 18 反正天皇               | 18 反正天皇               | 18 反正天皇               |  |  | 19 允恭天皇             | 19 允恭天皇             | 19 允恭天皇             | 19 允恭天皇             | 19 允恭天皇             | 19 允恭天皇             |  |  |             |             |             |             |             |             |  |  |                             |                             |                             |                             |                             |                             |  |  | 意富富杼王     | 意富富杼王     | 意富富杼王     | 意富富杼王     | 意富富杼王     | 意富富杼王     |  |  | 忍坂大中姫 （允恭天皇后） | 忍坂大中姫 （允恭天皇后） | 忍坂大中姫 （允恭天皇后） | 忍坂大中姫 （允恭天皇后） | 忍坂大中姫 （允恭天皇后） | 忍坂大中姫 （允恭天皇后） |  |  |  |  |  |  |  |  |  |  |  |  |  |  |  |  |  |  |  |  |  |  |  |  |  |  |  |  |  |  |
|                           |                           |                           |                           |                           |                           |  |  | 17 履中天皇  | 17 履中天皇  | 17 履中天皇  | 17 履中天皇  | 17 履中天皇  | 17 履中天皇  |  |  | 18 反正天皇               | 18 反正天皇               | 18 反正天皇               | 18 反正天皇               | 18 反正天皇               | 18 反正天皇               |  |  | 19 允恭天皇             | 19 允恭天皇             | 19 允恭天皇             | 19 允恭天皇             | 19 允恭天皇             | 19 允恭天皇             |  |  |             |             |             |             |             |             |  |  |                             |                             |                             |                             |                             |                             |  |  | 意富富杼王     | 意富富杼王     | 意富富杼王     | 意富富杼王     | 意富富杼王     | 意富富杼王     |  |  | 忍坂大中姫 （允恭天皇后） | 忍坂大中姫 （允恭天皇后） | 忍坂大中姫 （允恭天皇后） | 忍坂大中姫 （允恭天皇后） | 忍坂大中姫 （允恭天皇后） | 忍坂大中姫 （允恭天皇后） |  |  |  |  |  |  |  |  |  |  |  |  |  |  |  |  |  |  |  |  |  |  |  |  |  |  |  |  |  |  |
|                           |                           |                           |                           |                           |                           |  |  |              |              |              |              |              |              |  |  |                           |                           |                           |                           |                           |                           |  |  |                         |                         |                         |                         |                         |                         |  |  |             |             |             |             |             |             |  |  |                             |                             |                             |                             |                             |                             |  |  |                |                |                |                |                |                |  |  |                           |                           |                           |                           |                           |                           |  |  |  |  |  |  |  |  |  |  |  |  |  |  |  |  |  |  |  |  |  |  |  |  |  |  |  |  |  |  |
|                           |                           |                           |                           |                           |                           |  |  | 市辺押磐皇子 | 市辺押磐皇子 | 市辺押磐皇子 | 市辺押磐皇子 | 市辺押磐皇子 | 市辺押磐皇子 |  |  | 木梨軽皇子                | 木梨軽皇子                | 木梨軽皇子                | 木梨軽皇子                | 木梨軽皇子                | 木梨軽皇子                |  |  | 20 安康天皇             | 20 安康天皇             | 20 安康天皇             | 20 安康天皇             | 20 安康天皇             | 20 安康天皇             |  |  | 21 雄略天皇 | 21 雄略天皇 | 21 雄略天皇 | 21 雄略天皇 | 21 雄略天皇 | 21 雄略天皇 |  |  |                             |                             |                             |                             |                             |                             |  |  | 乎非王         | 乎非王         | 乎非王         | 乎非王         | 乎非王         | 乎非王         |  |  |                           |                           |                           |                           |                           |                           |  |  |  |  |  |  |  |  |  |  |  |  |  |  |  |  |  |  |  |  |  |  |  |  |  |  |  |  |  |  |
|                           |                           |                           |                           |                           |                           |  |  | 市辺押磐皇子 | 市辺押磐皇子 | 市辺押磐皇子 | 市辺押磐皇子 | 市辺押磐皇子 | 市辺押磐皇子 |  |  | 木梨軽皇子                | 木梨軽皇子                | 木梨軽皇子                | 木梨軽皇子                | 木梨軽皇子                | 木梨軽皇子                |  |  | 20 安康天皇             | 20 安康天皇             | 20 安康天皇             | 20 安康天皇             | 20 安康天皇             | 20 安康天皇             |  |  | 21 雄略天皇 | 21 雄略天皇 | 21 雄略天皇 | 21 雄略天皇 | 21 雄略天皇 | 21 雄略天皇 |  |  |                             |                             |                             |                             |                             |                             |  |  | 乎非王         | 乎非王         | 乎非王         | 乎非王         | 乎非王         | 乎非王         |  |  |                           |                           |                           |                           |                           |                           |  |  |  |  |  |  |  |  |  |  |  |  |  |  |  |  |  |  |  |  |  |  |  |  |  |  |  |  |  |  |
|                           |                           |                           |                           |                           |                           |  |  |              |              |              |              |              |              |  |  |                           |                           |                           |                           |                           |                           |  |  |                         |                         |                         |                         |                         |                         |  |  |             |             |             |             |             |             |  |  |                             |                             |                             |                             |                             |                             |  |  |                |                |                |                |                |                |  |  |                           |                           |                           |                           |                           |                           |  |  |  |  |  |  |  |  |  |  |  |  |  |  |  |  |  |  |  |  |  |  |  |  |  |  |  |  |  |  |
|                           |                           |                           |                           |                           |                           |  |  | 飯豊青皇女   | 飯豊青皇女   | 飯豊青皇女   | 飯豊青皇女   | 飯豊青皇女   | 飯豊青皇女   |  |  | 24 仁賢天皇               | 24 仁賢天皇               | 24 仁賢天皇               | 24 仁賢天皇               | 24 仁賢天皇               | 24 仁賢天皇               |  |  | 23 顕宗天皇             | 23 顕宗天皇             | 23 顕宗天皇             | 23 顕宗天皇             | 23 顕宗天皇             | 23 顕宗天皇             |  |  | 22 清寧天皇 | 22 清寧天皇 | 22 清寧天皇 | 22 清寧天皇 | 22 清寧天皇 | 22 清寧天皇 |  |  | 春日大娘皇女 （仁賢天皇后） | 春日大娘皇女 （仁賢天皇后） | 春日大娘皇女 （仁賢天皇后） | 春日大娘皇女 （仁賢天皇后） | 春日大娘皇女 （仁賢天皇后） | 春日大娘皇女 （仁賢天皇后） |  |  | 彦主人王       | 彦主人王       | 彦主人王       | 彦主人王       | 彦主人王       | 彦主人王       |  |  |                           |                           |                           |                           |                           |                           |  |  |  |  |  |  |  |  |  |  |  |  |  |  |  |  |  |  |  |  |  |  |  |  |  |  |  |  |  |  |
|                           |                           |                           |                           |                           |                           |  |  | 飯豊青皇女   | 飯豊青皇女   | 飯豊青皇女   | 飯豊青皇女   | 飯豊青皇女   | 飯豊青皇女   |  |  | 24 仁賢天皇               | 24 仁賢天皇               | 24 仁賢天皇               | 24 仁賢天皇               | 24 仁賢天皇               | 24 仁賢天皇               |  |  | 23 顕宗天皇             | 23 顕宗天皇             | 23 顕宗天皇             | 23 顕宗天皇             | 23 顕宗天皇             | 23 顕宗天皇             |  |  | 22 清寧天皇 | 22 清寧天皇 | 22 清寧天皇 | 22 清寧天皇 | 22 清寧天皇 | 22 清寧天皇 |  |  | 春日大娘皇女 （仁賢天皇后） | 春日大娘皇女 （仁賢天皇后） | 春日大娘皇女 （仁賢天皇后） | 春日大娘皇女 （仁賢天皇后） | 春日大娘皇女 （仁賢天皇后） | 春日大娘皇女 （仁賢天皇后） |  |  | 彦主人王       | 彦主人王       | 彦主人王       | 彦主人王       | 彦主人王       | 彦主人王       |  |  |                           |                           |                           |                           |                           |                           |  |  |  |  |  |  |  |  |  |  |  |  |  |  |  |  |  |  |  |  |  |  |  |  |  |  |  |  |  |  |
|                           |                           |                           |                           |                           |                           |  |  |              |              |              |              |              |              |  |  |                           |                           |                           |                           |                           |                           |  |  |                         |                         |                         |                         |                         |                         |  |  |             |             |             |             |             |             |  |  |                             |                             |                             |                             |                             |                             |  |  |                |                |                |                |                |                |  |  |                           |                           |                           |                           |                           |                           |  |  |  |  |  |  |  |  |  |  |  |  |  |  |  |  |  |  |  |  |  |  |  |  |  |  |  |  |  |  |
|                           |                           |                           |                           |                           |                           |  |  |              |              |              |              |              |              |  |  | 手白香皇女 （継体天皇后） | 手白香皇女 （継体天皇后） | 手白香皇女 （継体天皇后） | 手白香皇女 （継体天皇后） | 手白香皇女 （継体天皇后） | 手白香皇女 （継体天皇后） |  |  | 25 武烈天皇             | 25 武烈天皇             | 25 武烈天皇             | 25 武烈天皇             | 25 武烈天皇             | 25 武烈天皇             |  |  |             |             |             |             |             |             |  |  |                             |                             |                             |                             |                             |                             |  |  | 26 継体天皇    | 26 継体天皇    | 26 継体天皇    | 26 継体天皇    | 26 継体天皇    | 26 継体天皇    |  |  |                           |                           |                           |                           |                           |                           |  |  |  |  |  |  |  |  |  |  |  |  |  |  |  |  |  |  |  |  |  |  |  |  |  |  |  |  |  |  |
|                           |                           |                           |                           |                           |                           |  |  |              |              |              |              |              |              |  |  | 手白香皇女 （継体天皇后） | 手白香皇女 （継体天皇后） | 手白香皇女 （継体天皇后） | 手白香皇女 （継体天皇后） | 手白香皇女 （継体天皇后） | 手白香皇女 （継体天皇后） |  |  | 25 武烈天皇             | 25 武烈天皇             | 25 武烈天皇             | 25 武烈天皇             | 25 武烈天皇             | 25 武烈天皇             |  |  |             |             |             |             |             |             |  |  |                             |                             |                             |                             |                             |                             |  |  | 26 継体天皇    | 26 継体天皇    | 26 継体天皇    | 26 継体天皇    | 26 継体天皇    | 26 継体天皇    |  |  |                           |                           |                           |                           |                           |                           |  |  |  |  |  |  |  |  |  |  |  |  |  |  |  |  |  |  |  |  |  |  |  |  |  |  |  |  |  |  |
|                           |                           |                           |                           |                           |                           |  |  |              |              |              |              |              |              |  |  |                           |                           |                           |                           |                           |                           |  |  |                         |                         |                         |                         |                         |                         |  |  |             |             |             |             |             |             |  |  |                             |                             |                             |                             |                             |                             |  |  |                |                |                |                |                |                |  |  |                           |                           |                           |                           |                           |                           |  |  |  |  |  |  |  |  |  |  |  |  |  |  |  |  |  |  |  |  |  |  |  |  |  |  |  |  |  |  |
|                           |                           |                           |                           |                           |                           |  |  |              |              |              |              |              |              |  |  |                           |                           |                           |                           |                           |                           |  |  |                         |                         |                         |                         |                         |                         |  |  |             |             |             |             |             |             |  |  |                             |                             |                             |                             |                             |                             |  |  |                |                |                |                |                |                |  |  |                           |                           |                           |                           |                           |                           |  |  |  |  |  |  |  |  |  |  |  |  |  |  |  |  |  |  |  |  |  |  |  |  |  |  |  |  |  |  |

## 后妃・皇子女
- 皇后：御間城姫（みまきひめ、御真津比売命） - 大彦命（孝元天皇の皇子）女
  - 皇子：活目入彦五十狭茅尊（いくめいりびこいさちのみこと、垂仁天皇）
  - 皇子：彦五十狭茅命（ひこいさちのみこと） - 記の伊邪能真若命（いざのまわかのみこと）に当たるか
  - 皇女：国方姫命（くにかたひめのみこと）
  - 皇女：千千衝倭姫命（ちちつくやまとひめのみこと）
  - 皇子：倭彦命（やまとひこのみこと）
  - 皇子：五十日鶴彦命（いかつるひこのみこと） - 記には伊賀比売命（いかひめのみこと）で女性
- 妃：遠津年魚眼眼妙媛（とおつあゆめまぐわしひめ） - 紀伊国荒河戸畔女
  - 皇子：豊城入彦命（とよきいりびこのみこと） - 上毛野君・下毛野君等祖
  - 皇女：豊鍬入姫命（とよすきいりびめのみこと） - 初代斎宮
- 妃：尾張大海媛（おわりのおおあまひめ、意富阿麻比売・葛木高名姫命） - 建宇那比命女（『先代旧事本紀』天孫本紀）
  - 皇子：大入杵命（おおいりきのみこと、大入来命） - 能登国造祖
  - 皇子：八坂入彦命（やさかいりびこのみこと） -
    - 皇孫：八坂入媛命（景行天皇の皇后・成務天皇の母）

  - 皇女：渟名城入姫命（ぬなきいりびめのみこと、沼名木之入日売命）
  - 皇女：十市瓊入姫命（とおちにいりびめのみこと）

## 年譜
『日本書紀』の伝えるところによれば、以下のとおりである。機械的に西暦に置き換えた年代については「上古天皇の在位年と西暦対照表の一覧」を参照。
- 開化天皇9年または10年
  - 誕生。
- 開化天皇28年
  - 1月、19歳で皇太子に立てられた。
- 崇神天皇元年
  - 1月、即位。
- 崇神天皇3年
  - 9月、磯城瑞籬宮（みずかきのみや）に遷都。
- 崇神天皇5年
  - 疫病が流行り、多くの人民が死んだ。
- 崇神天皇6年
  - 疫病を鎮めるべく、従来宮中に祀られていた天照大神と倭大国魂神（大和大国魂神）を皇居の外に移した。
- 崇神天皇7年
  - 2月、大物主神が倭迹迹日百襲姫命に託宣。
  - 8月、倭迹速神浅茅原目妙姫・大水口宿禰（穂積臣遠祖）・伊勢麻績君の3人がともに同じ託宣を受けた。
  - 11月、夢の通りに大田田根子を大物主神の神主とし、市磯長尾市（いちしのながおち）を倭大国魂神の神主とした。また八十万の群神を祭り、天津神・国津神の社を定めた。すると疫病は終息し五穀豊穣となった。
- 崇神天皇8年
  - 4月、高橋邑の活日を大神の掌酒にした。
  - 12月、大物主の祭祀を事視して神酒を捧げた。
- 崇神天皇9年
  - 4月、墨坂神と大坂神を祀った。
- 崇神天皇10年
  - 9月、四道将軍派遣、武埴安彦の叛乱。
  - 10月、畿内は平穏となり、四道将軍が再び出発。
- 崇神天皇11年
  - 4月、四道将軍が戎夷を従わせて帰参、その様を奏上した。
- 崇神天皇12年
  - 9月、戸口を調査し、課役を科した。天下平穏となり、天皇は御肇国天皇と称えられた。
- 崇神天皇17年
  - 10月、献上品を運ばせるための船を作った。
- 崇神天皇48年
  - 4月、活目命を皇太子とした。
- 崇神天皇60年
  - 7月、飯入根（いいいりね）が出雲の神宝を献上。兄の出雲振根が飯入根を謀殺するが皇軍に誅殺された。
- 崇神天皇62年
  - 10月、依網池を造成。
  - 11月、苅坂池と反折池を造成。
- 崇神天皇65年
  - 7月、任那国が蘇那曷叱知（そなかしち）を遣わして朝貢した。
- 崇神天皇68年
  - 12月、崩御。宝算120歳（『古事記』では戊寅年12月に聖寿168歳で崩御）。
- 垂仁天皇元年
  - 10月、山邊道勾岡上陵に葬られた。
- 垂仁天皇2年
  - 蘇那曷叱知が任那に帰国。新羅に下賜品を奪われた。

## 宮

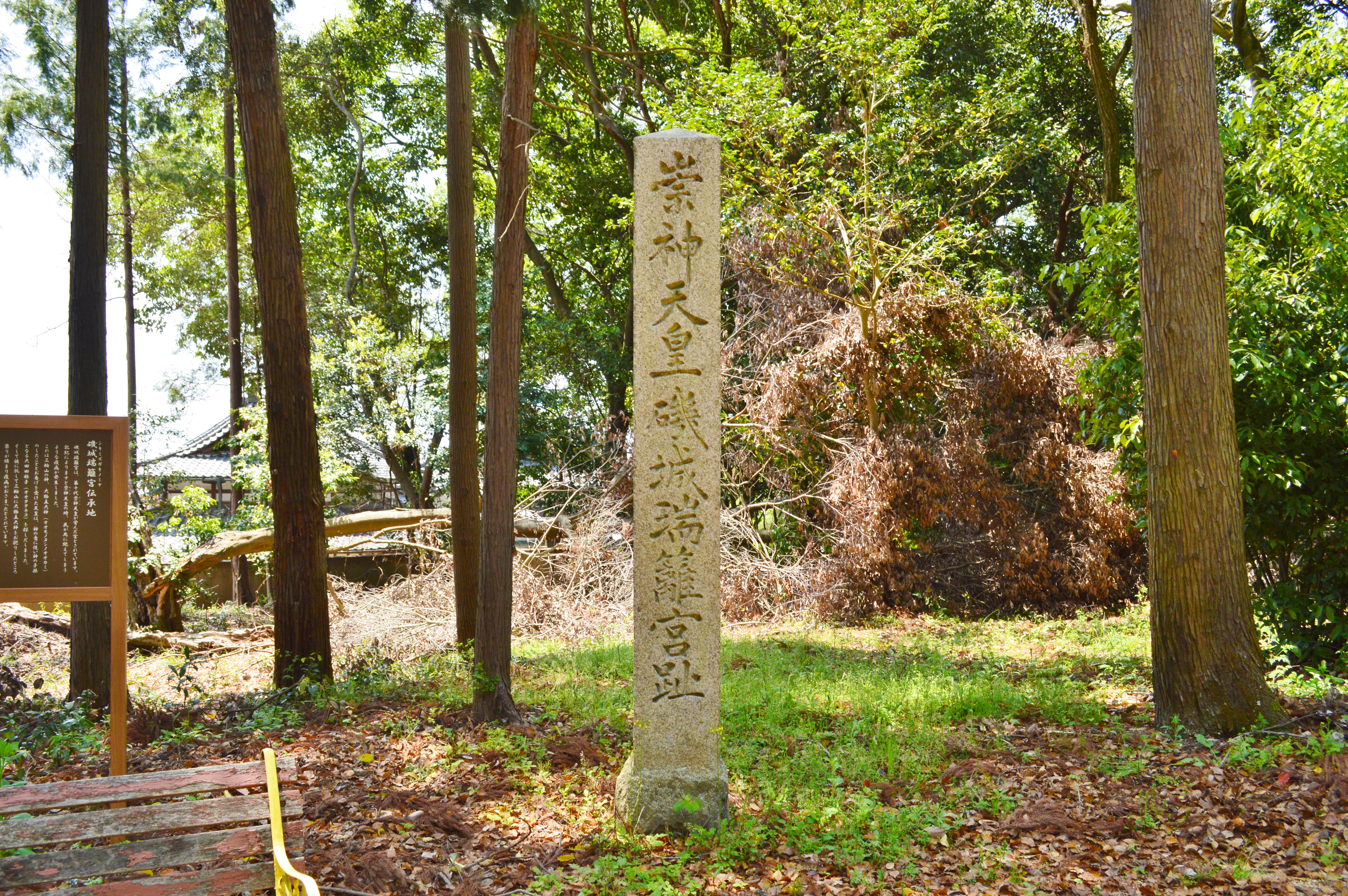
崇神天皇
磯城瑞籬宮阯碑
（奈良県桜井市）

宮（皇居）の名称は、『日本書紀』では磯城瑞籬宮（しきのみずかきのみや）、『古事記』では師木水垣宮（しきのみずかきのみや）。伝承地は奈良県桜井市金屋の志貴御県坐神社。

## 陵・霊廟

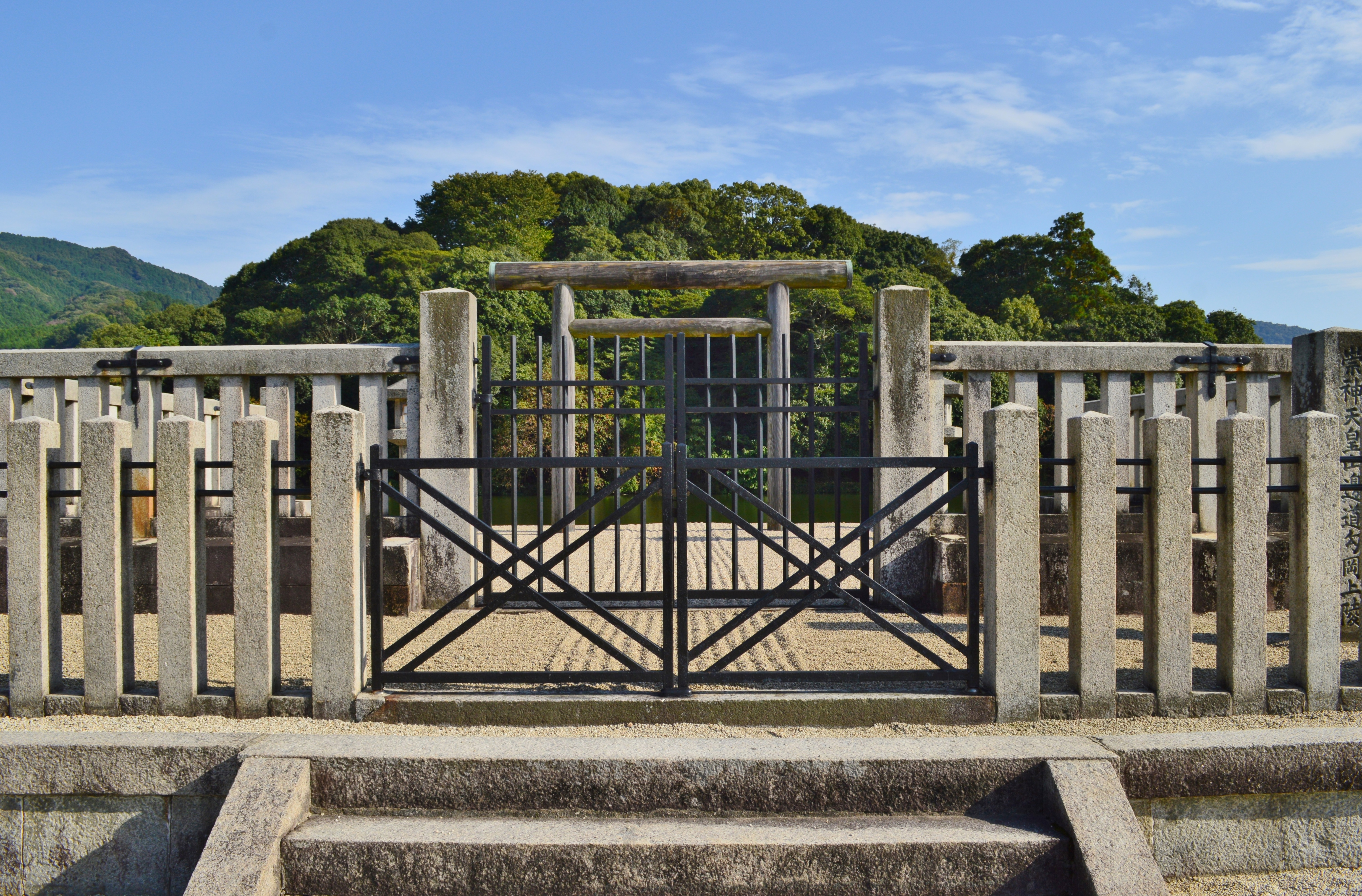
崇神天皇 山邊道勾岡上陵
（奈良県天理市）

陵（みささぎ）の名は山邊道勾岡上陵（山辺道勾岡上陵：やまのべのみちのまがりのおかのえのみささぎ）。宮内庁により奈良県天理市柳本町にある遺跡名「行燈山古墳」に治定されている。宮内庁の調査によれば墳丘長242メートルの前方後円墳である。
『古事記』に「山邊道勾（まがり）之岡上」。『延喜式』諸陵寮では「山邊道上陵」として兆域は東西2町・南北2町、守戸1烟で遠陵としている。行燈山古墳は、形状が帆立貝形古墳（初期の前方後円墳。前方部が小さく造られている）のようになっているが、これは江戸時代の改修工事によるものとも言われている。なお行燈山古墳より少し前に造られた西殿塚古墳（前方後円墳、全長220m）を真陵とする考え方もある。また江戸時代には渋谷向山古墳（現・景行陵）が陵墓とされていた。
吉村武彦は行燈山古墳について巨大な前方後円墳は王陵（天皇陵）に間違いなく宮内庁比定の崇神天皇陵はほぼ間違いないだろうと述べている。
また皇居では、皇霊殿（宮中三殿の1つ）において他の歴代天皇・皇族とともに天皇の霊が祀られている。

## 伝承
※ 史料は、特記のない限り『日本書紀』に拠る。

### 箸墓伝説
大物主を祀ることで疫病が収まった後、倭迹迹日百襲姫命（やまとととびももそひめ）は大物主神の妻となった。大物主神は夜しか現れなかったので、姫はもっとよく御姿を見たいと言った。そこで大物主神は朝に姫の櫛籠に入るから姿を見ても驚かないでほしいと言った。果たして姫が箱の中を見てみると綺麗で小さい蛇がいた。姫は驚いて叫んだ。大物主神は大いに恥じてすぐに人の形に戻り姫を呪った。大物主神が去った後に姫が腰を抜かして座ったところ、箸で陰部を突いてしまいそのまま亡くなった。姫は大市に葬られ墓は箸墓と名付けられた。この墓は昼は人が作り、夜は神が作ったと言われる。墓を作るため人々は列を作ってリレー形式で石を運んだと伝えられ、この様子が歌に詠まれた。
大坂に 継ぎ登れる 石群を たごしに越せば 越しがてむかも
なお、倭迹迹日百襲姫命は薨去時には少なくとも127歳を超える老婆であった。

### 会津の由来
『古事記』には崇神天皇10年10月越の国に遣わされた大彦命と東方十二道に遣わされた武渟川別が会津にて行き逢う“会津”地名発祥の逸話が書かれている。『古事記』による記述は以下の通りである。「大毘古命は先の命のまにまに、高志国に罷り行きき。ここに東の方より遣はさえし建沼河別、その父大毘古と共に相津に往き遇ひき。かれ、そこを相津と謂ふ。ここを以ちて各遣はさえし国の政を和平して覆奏しき。ここに天の下太平けく、人民富み栄えき。」また陸奥国式内名神大社伊佐須美神社には会津にて合流した大彦命と武渟川別が天津嶽（現・御神楽岳）において伊弉諾尊と伊弉冉尊の祭祀の礼典を挙げ、国家鎮護の神・伊佐須美大神として奉斎した伝承が残っている。

### 鯖江の由来説話
崇神天皇の御代、四道将軍である孝元天皇第1皇子である大彦命が北陸平定のために遣わされたとき、現在の深江あたりで大変難渋しているところへ、老翁が舟をこぎ寄せ「我この深江の郷に住む住民の頭目で、阿伊奴彦と申す者なり。この事情に詳しければご協力申し上げる」と命の軍船を案内した。大彦命は王山（現在の鯖江高校付近）に陣を置き、賊を平定した。そしてこの戦の最中「虚空から佐婆矢落下し、敵魁師に当たり死す」とされ、この矢が鯖の尾に似ていたことから、この地を鯖矢と呼ぶようになったと伝えられている。また一説には鯖矢の「鯖」と深江の「江」を取って鯖江としたとも言われている。しかしこれには諸説あり1491年に冷泉為広によって書かれた「冷泉為広卿越後下向日記」では鯖矢と鯖江の地名をはっきりと書き分けており名称が統一されるようになったのは近世以降という事実もあることから、これは鯖矢の由来説話であるとする向きもある。

### 出雲振根
あるとき、御間城天皇は出雲の宮に治められている神宝を見たいと使者を送った。神宝を管理する出雲振根は筑紫国に行って留守だったが、弟の飯入根が代わりに神宝を献上した。筑紫から帰ってきた出雲振根はなぜあっさりと神宝を渡してしまったのかと怒った。年月を経ても出雲振根の怒りは増すばかりだった。出雲振根は果し合いをするべく飯入根を淵に呼び出した。出雲振根は「水がきれいだ。まず体を清めよう」と言い、二人は服と刀を脱いで水に入った。出雲振根は先に上がって密かに作った真剣そっくりの木刀と弟の真剣をすり替えた。そして果し合いが始まったが飯入根が剣を抜こうとしても抜けない。剣の形をしただけの木なのだから当然である。出雲振根は容赦なく弟を斬り殺した。そこで世の人たちは歌を詠んだ。
「や雲立つ　出雲梟帥が 佩ける太刀 黒葛多巻き さ身無しに　あはれ」
なお、この話は『古事記』で倭建命が出雲建を討つ話と酷似している。

### 都怒我阿羅斯等
都怒我阿羅斯等（つぬがあらしと）とは『日本書紀』で垂仁天皇2年条の分注に記載される人物である。説話の時期・内容の類似性から上述の蘇那曷叱知と同一視する説がある。
『日本書紀』による記述は以下のとおりである。”崇神天皇の御代、ある男が船で穴門から出雲国を経て越国の笥飯浦に来着した。素性を問いただすと、男は次のように答えた。「私は意富加羅国の王子で、名をツヌガアラシトと申します。日本に聖皇がいらっしゃると聞きつけてこうしてやってきたのです。穴門に到着したときに人がいました。名を伊都々比古（イツツヒコ）と言いました。その伊都々比古が私の臣下に向かって言いました。『私はこの国の王だ。私をおいて、ふたつの王はいない。だから他に行くな』しかし、臣下がその人のひととなりを見るに、絶対に王ではないと分かりました。そのためその場所をすぐに引き返しました。しかし道が分からずに嶋浦を海岸伝いにあちこちへ行って、北の海を回って、出雲国を経て、道の分からないままに今ここに至ったのです。」都怒我阿羅斯等の額には角が生えていたと言い「角鹿（つぬが）」という地名の語源と言われる（角鹿からのちに敦賀に転訛）。ところがツヌガアラシトが慕った聖皇である崇神天皇は既に崩御していた。その後、彼は日本にとどまって三年間垂仁天皇に仕えた。天皇はツヌガアラシトに「やはり自国に帰りたいか」と問うと、「できればそのようにしたい」と答えた。垂仁天皇は「もし道を間違えずに早く日本へやって来ていれば先帝に仕えることができたのに残念だ。そこで先帝ミマキイリヒコ（崇神天皇）の名を取ってそなたの国の名にしなさい」と述べられた。そして赤織絹を給い、本国に帰国した。これが彌摩那国（みまなのくに）の語源とされている。帰国後、アラシトは貰った赤絹を自分の国の郡府に納めたが新羅国がそれを知り兵を起こして、その赤絹を全て奪ってしまった。これが両国が恨みあう始まりの事件である。”

### 武渟川別命
『日本書紀』によると崇神天皇10年9月9日条では武渟川別を東海に派遣するとあり、同書では北陸に派遣された大彦命、西道に派遣された吉備津彦命、丹波に派遣された丹波道主命とともに「四道将軍」と総称されている。その後、将軍らは崇神天皇10年10月22日に出発し、崇神天皇11年4月28日に平定を報告した。崇神天皇60年7月14日条によると、天皇の命により武渟川別は吉備津彦と共に出雲振根を誅殺している。垂仁天皇25年2月8日条では、彦国葺（和珥臣祖）・大鹿島（中臣連祖）・十千根（物部連祖）・武日（大伴連祖）らとともに「大夫（まえつきみ）」の1人に数えられており、天皇から神祇祭祀のことを命じられている。また武蔵御嶽神社は崇神天皇7年に武渟川別が東方十二道平定の折、大己貴命と少彦名命を祀ったことが始まりだと云われている。

### 豊城入彦命
『日本書紀』によると、豊城入彦命は上毛野君や下毛野君の始祖であり、垂仁天皇や豊鍬入姫命の同母兄である。崇神天皇48年（BC50年）に天皇は豊城命（豊城入彦命）と活目尊（いくめのみこと、後の垂仁天皇）に勅して、共に慈愛のある子でありどちらを後継者とするか決め難いため、それぞれの見る夢で判断すると伝えた。豊城命は「御諸山に登り、東に向かって槍（ほこ）や刀を振り回す夢を見た」と答え、活目尊は「御諸山に登り、四方に縄を張って雀を追い払う夢を見た」と答えた。その結果、弟の活目尊は領土の確保と農耕の振興を考えているとして位を継がせることとし、豊城命は東に向かい武器を振るったので東国を治めさせるために派遣されたとされる。
茨城県稲敷郡阿見町中郷にある常陸国式内社阿彌神社には阿見の名の由来説話が残っている。説話が伝えるところによると、”崇神天皇18年（BC80年）皇子豊城入彦命が東国に赴いた際この地に至り、建御雷神と経津主神の功績に思いをはせ「皇祖の天下を経営せらるるや阿彌普都、実に能く天業を輔弼せり、両神功成るに逮て天に還りしと、蓋し是地に於てする乎。是より郷を阿彌とす。」と述べた。この言葉からこの地を阿彌郷と称するようになった。”と伝わる。
群馬県前橋市富士見町赤城山にある上野国名神大社赤城神社の社伝によると、当社は豊城入彦命が上毛野を支配することになった際に神庫山（ほくらやま：後の地蔵岳）中腹に山と沼の霊を奉斎したのがはじまりとされる。また赤城山の語源は往古豊城尊が此の山に登り、東国を治定すべく国を見渡したとき、其の裾野が長く張っていて、国原遠く開けている風光を御覧になり、「善き哉これ吾が城なり」と宣い、このとき吾が城なり（あがきなり）と仰せられたことばが「アカギ」と訛り、「赤城」と書くようになったとする逸話も残っている。

### 室毘古王
福井県三方郡美浜町宮代にある式内社彌美神社の社伝によると、崇神天皇が四道将軍を各地に派遣した頃、時を同じくして開化天皇の第三皇子日子坐王の子にあたる室毘古王が三方郡一帯を治め、荒れ果てた土地から弥美郷を開拓し若狭耳別の祖となったとされる。美浜町にある獅子塚古墳は若狭耳別命の祖室毘古王の墳墓とされる。

### 知知夫彦命
武蔵国式内社秩父神社によると当社は第十代崇神天皇の御代の創建で、『先代旧事紀・国造本紀』によれば知知夫国の初代国造に任命された八意思兼命の十世の子孫である知知夫彦命が、祖神である八意思兼命をお祀りしたことに始まるとされている。また知知夫彦命は養蚕と機織りを教示したと伝えられ、秩父夜祭は知知夫国に知知夫彦が大神を祭ったとされる時代か、それ以前から神奈備山である武甲山への信仰として行われてきたものが起源ではないかと言われる。秩父神社に知知夫彦命が祀られているのは允恭天皇の御代知知夫彦命の9世子孫である知知夫狭手男が本殿に霊廟を合祀したためだと伝わっている。

### 天韓襲命
『国造本紀』によると当初、土佐国は波多国と都佐国の2国に分かれていて、波多国は第10代崇神天皇の御代に、神のお告げによって天韓襲命を国造に定めたとされている。天韓襲命は、もと幡多の首長であったとも考えられるが「天韓襲命」という名前や、神のお告げによって任命されたといわれることから、特別の事情により選任された人であったと思われる。（一説によると天韓襲命は渡来人であるとも言われている）また宿毛市平田曽我山古墳の主は、天韓襲命か、あるいは、その直後の国造と推察されている。

### 速瓶玉命
『国造本紀』『肥後国誌』によれば、崇神天皇の代に健磐龍命の子速瓶玉命が初代阿蘇国造に任命されたとされる。また熊本県阿蘇市一の宮町手野にある国造神社の社伝によると当社は崇神天皇18年（BC80年）に速瓶玉命が祖神を祀るための霊廟として創建したと伝えられ、のちに第12代景行天皇の勅命により修理・再建したとされる。

### 賊徒襲来
福岡県糸島市雷山にある縣社雷神社社伝によると第6代孝安天皇（BC392-291）から第11代垂仁天皇（BC29-99）の御代に至るまで異国の賊徒からの七度にわたる襲来があり、当社の神である層增岐大明神が雷雨を降らせ異賊を降伏させたと伝えられている。

### 廣瀬・龍田の祭祀
廣瀬大社と龍田大社の祭祀のはじまりは崇神天皇の御代とされる。名神大社廣瀬大社社伝によると、崇神天皇9年（BC89年）廣瀬の河合の里長である廣瀬臣藤時に御神託があり、水足池（みずたるのいけ）という広漠たる沼地だった場所が一夜で陸地に変化し、丈余の橘数千株が生じた。このことが崇神天皇に伝わり、陛下はこの地に社殿を建て大神を祀るように命じた、と伝わっている。また名神大社龍田大社社伝によると、崇神天皇の御代、国内に凶作や疫病が流行し騒然としているなか、天皇の御夢に大神が現れ「吾が宮を朝日の日向かう処、夕日の日隠る処の龍田の立野の小野に定め祭れ」という御神託を授けられたので、神託の通りにお社を造営すると、作物は豊作となり疫病は退散した、と伝えられている。

### 白山神の祭祀
石川県白山市三宮町にある加賀国一宮白山比咩神社社伝「白山大神宮御鎮座伝記」によると崇神天皇7年（BC91年）に舟岡山に白山神祭祀のための神地を定めたと伝わっている。また『諸社根元記』によると白山七社のひとつ金劔宮は崇神天皇3年（BC93年）、天照大神の分身が応現し天降垂跡給わったとの記載がある。

### 熊野の祭祀
『扶桑略記』『帝王編年記』『水鏡』が伝えるところによると熊野本宮大社の創始は崇神天皇65年（BC33年）であり、社伝によると、同年熊野連が大斎原において、大きなイチイの木に三体の月が降りてきたのを見て不思議に思い「天高くにあるはずの月がどうしてこの様な低いところに降りてこられたのですか」と尋ねたところ、その真ん中にある月が答えて曰く、「我は證誠大権現（家都美御子大神＝素戔嗚大神）であり両側の月は両所権現（熊野夫須美大神・速玉之男大神）である。社殿を創って齋き祀れ」との神勅がくだされ、社殿が造営された、とする降臨神話が伝わっている。
また奈良県吉野郡十津川村にある玉置神社社伝によると、崇神天皇61年（BC37年）玉置山頂上に王城防火鎮護と悪魔退散のため早玉神を奉祀したと伝えられている。

### 石鎚山の祭祀
『長寛勘文』が伝えるところによると、「崇神天皇35年（BC63年）石鎚の峯に神を勧請す」と記されており、『日本霊異記』にも「石鎚山の名は石槌の神が坐すによる」とあることから愛媛県西条市にある石鎚山の信仰は寂仙法師（上仙とも呼ばれていて石仙の弟子）が685年に開山する以前からあったのではないかと推察される。

### 日前神宮・国懸神宮
和歌山県和歌山市秋月にある紀伊國名神大社日前神宮・國懸神宮の社伝によると、崇神天皇51年（BC47年）紀伊國名草郡毛見郷の地に奉祀されていた両宮を名草郡濱ノ宮に遷宮したと伝えられている。

### 水若酢神社
『隠州視聴合記』や『隠州記』によると島根県隠岐郡隠岐の島町にある延喜式内名神大社水若酢神社は、崇神天皇の御代に祭神である水若酢命が海中から伊後の地に上がり、白鳩2羽に乗って遷座したとされている。当神社の境内一帯では隠岐諸島最大級の横穴式石室を有する水若酢神社古墳群がある。また当神社の神主は代々忌部氏の世襲であり、水若酢命と忌部氏との関連性が疑われる。

### 建水分神社
大阪府南河内郡千早赤阪村にある河内国石川郡式内社建水分神社の社伝によると、崇神天皇5年（BC93年）に諸国が飢饉となった際、天皇は各地に溜池や溝を作ることを勧められた。この時に勅命として金剛葛城の山麓に水神が祀られたのが当社の由緒である、と伝わっている。

### 新屋坐天照御魂神社
大阪府茨木市西福井にある摂津国式内社新屋坐天照御魂神社の社伝によると、崇神天皇の御代に当地日降ヶ丘に神霊が降臨し、崇神天皇7年（BC91年）秋9月に伊香色雄命に勅して丘山の榊に木綿を掛け注連縄を引いて祀らせたのに始まるという。景行天皇20年（90年）春3月には、この神を天照皇大神と称して皇女五百野媛に祀らせたとされる。

### 溝咋神社
大阪府茨木市にある摂津国式内社溝咋神社の社伝によると、当社は崇神天皇の御代の創建で溝咋耳命の一族を祀るとされる。

### 式内楯原神社
大阪府大阪市平野区喜連にある摂津国式内社式内楯原神社の社伝によると、崇神天皇6年（BC92年）、崇神天皇はこの地の国造大々杼名黒に対して「国造館に奉斎する国平（くにむけ）大神と建甕槌命を同床共殿に祭るのは恐れ多いため、別殿を造営して奉斎せよ」との詔を下し、建甕槌命を「楯之御前神社」、国平の鉾を「鉾之御前神社」と称して鎮斎し、崇神天皇7年9月2日（BC91年）に当地にて鎮座祭を行い、崇神天皇9年（BC89年）に神領地を南は多治井、北は味原、西は浪速までと定めた。「国平の鉾」とは、建甕槌命が国譲りに際して大国主命のもとに遣わされたとき、大国主命が「天の弘鉾」を「国平の鉾」と称し、「この鉾を持って天下を巡行すれば、自ずから平定されるだろう」と予言して授けたものである。建甕槌命は大国主命の霊をこの鉾に依り憑かせて天孫降臨に供奉し、天下を平定した末にこの地に留まり、亡くなる間際に孫の大々杼命に「私の十握剣を私の霊代とし、国平の鉾を大国主命の霊代として鎮斎せよ」と命じた。その子孫大々杼彦仁は神武東征にあたって、神宣により十握剣を携えて熊野に赴き、これを奉ったために大鵄の導きを得て大和平定に貢献した。その功により大々杼彦仁は大々杼国造とされ、「剣臣」の号を賜ったとされる。

### 賀茂御祖神社
京都府京都市左京区下鴨泉川町にある延喜式内名神大社賀茂御祖神社社伝によると、当神社の正確な創祀は不明であるが、崇神天皇7年（BC90年）に神社の瑞垣の修造がおこなわれたという記録があるため、それ以前の古い時代から祭祀が行われていたと考えられている。近年の糺の森周辺の発掘調査では古代の土器や弥生時代の住居跡が発掘され、古代からの信仰を裏付けている。

### 石上神宮
奈良県天理市布留町にある大和国式内社石上神宮社伝によると、崇神天皇7年（BC90年）物部氏の祖である宇摩志麻治命により宮中で祀られていた布都御魂剣を、勅命により新たに物部氏の伊香色雄命が現在地に遷し、「石上大神」として祀ったのが当社の創建とされている。またその際、素盞嗚尊が八岐大蛇を斬った十握剣を石上布都魂神社から当社へ遷されたとも伝えられている。

### 大和神社
奈良県天理市新泉町星山にある大和国式内社大和神社社伝によると、当社祭神である倭大国魂神は大地主大神として天照大神とともに孝昭天皇の時代から瑞籬宮の大殿に同殿共床で祀られていたが、世の中が乱れたり謀反を起こそうとする者が出るなどしたため、両神の勢いの為であると畏れられるようになった。そのため崇神天皇は神威をおそれ、崇神天皇6年（BC92年）に天照大神を皇女豊鋤入姫命に命じて大倭国の笠縫邑に移して祀ることとし、倭大国魂神は皇女渟名城入姫を斎主としてこれも宮中の外で祀らせるようにした。しかし、淳名城入姫は髪が落ち体は痩せて祭祀を続けることができなくなった。崇神天皇7年2月（BC90年）、倭迹迹日百襲姫命が夢で「市磯長尾市をもって、倭大国魂神を祭る主とせば、必ず天下太平ぎなむ」との神託を受け、また同年8月7日にも倭迹迹日百襲姫命・大水口宿禰・伊勢麻績君らが同じ夢を見た。そのため、同年11月に神武天皇の臣・椎根津彦の子孫で大倭直の祖である市磯長尾市（いちしのながおち）を祭主として、新たに神地が定められ当社が創建されたとされる。

### 倭恩智神社
奈良県天理市にある大和国式内社倭恩智神社社伝によると、創祀は崇神天皇7年（BC90年）とされ、倭俺知氏が、祖神であり天津彦根命十四世孫の建凝命を祀ったのがはじまりとされる。

### 多坐弥志理都比古神社
奈良県磯城郡田原本町多にある大和国式内社多坐弥志理都比古神社社伝によると、当社は綏靖天皇2年（BC580年）、神八井耳命は春日県（後の十市県）に邸宅を造り、そこに神籬磐境を立てて自ら神祇を司り、春日県主の遠祖大日諸命を祭祀者として奉祀させたことにはじまる。崇神天皇7年（BC91年）、その神祠を修繕し、天津日瓊玉命・天璽鏡劔神を祈賽したと伝えられている。

### 岐多志太神社
奈良県磯城郡田原本町伊与戸にある大和国式内社岐多志太神社社伝によると、当社は崇神天皇7年（BC91年）の創建で饒速日命十一世孫の鍛冶師連（鏡作連）が祖神を祀ったことに始まるとされる。

### 鴨都味波八重事代主命神社
奈良県御所市にある延喜式内名神大社鴨都波神社社伝によると、当社は第10代崇神天皇の御代、大国主命第11世大田田根子の孫・大加茂都美命(おおかもずみのみこと)に勅を奉りて葛城邑加茂の地に奉斎されたのが始まりとされている。古い社名は「鴨都味波八重事代主命神社(かもつみわやえことしろぬしのみことじんじゃ)」であり「鴨の水端(みずは)の神」と解され、鎮座地付近が葛城川と柳田川の合流点となり水に恵まれていたことから、元々は水の神を祀っていたとする説もある。

### 墨坂神社・大坂山口神社
奈良県宇陀市榛原萩原にある式外社墨坂神社社伝によると、当社は神武天皇4年（BC657年）の創建であり、『古事記』『日本書記』では、”崇神天皇9年（BC89年）大和国内には疫病が蔓延し、多くの人々が死に絶えようとしていた事を大いに歎き悲しんだ。崇神天皇9年（BC89年）3月15日のある夜には、天皇の夢のなかに神人が現われ、「赤盾八枚・赤矛八竿(さお)を以て、墨坂神(すみさかのかみ)を祠れ。亦(また)黒盾八枚・黒矛八竿を以て、大坂神(おおさかのかみ)を祠れ。」と告げたので天皇は、すぐに墨坂神と大坂神に盾と矛を奉献し、祀ったところ、疫病や災いが無くなり国内がやすらかになった。”とされる。また香芝市にある大和国式内社大坂山口神社も崇神天皇9年（BC89年）3月15日の創始とされる。

### 鏡作坐天照御魂神社
奈良県磯城郡田原本町にある式内大社鏡作坐天照御魂神社社伝によると、「崇神天皇6年9月3日（BC92年）、この地において日御像の鏡を（天照大神の代わりとして宮中で祀る為に）鋳造し、天照大神の御魂となす。今の内侍所の神鏡是なり。本社は其の（時に試作された）像鏡を天照国照彦火明命として祀れるもので、この地を号して鏡作と言ふ」とある。この際に作られた試作の神鏡を御神体として祭祀し、天照大神が天岩戸に隠れた時に八咫鏡を作った遠祖である石凝姥命とその父天糠戸命をも併せて祀ったのが当社の起源とされる。

### 高橋神社
奈良県奈良市八条にある大和国式内社高橋神社の社伝によると、当社の創建は不詳ではあるが『古事記』『日本書紀』の崇神天皇の条で大田田根子に大物主大神を祀らせた際、大和国添上郡にあった高橋邑の活人という者を酒人にしつらえ御神酒を捧げさせたという記述があるが、ここで云う高橋邑は当社鎮座地であったと伝えられている。

### 石園座多久虫玉神社
奈良県大和高田市片塩町に鎮座する大和国式内社石園座多久虫玉神社社伝によると、当社は安寧天皇の皇居であった片塩浮穴宮の伝承地に鎮座しており、崇神天皇の御代に勅祭が行われたと伝えられている。古くは「射園神：いそのかみ」と呼ばれたといい、宮中に祀られていた園神神社と関係があるとの説もある。

### 阿紀神社
奈良県宇陀市大宇陀迫間にある大和国式内社阿紀神社社伝によると、当社の創建は不詳ではあるが崇神天皇7年庚寅年（BC91年）に神戶太神宮の号を賜ったとされている。

### 宇太水分神社
奈良県宇陀市菟田野古市場にある大和国式内社宇太水分神社の社伝によると、崇神天皇7年（BC91年）神託があり崇神天皇の勅命により速秋津比古神、天水分神、国水分神の水分大神三座を祀ったことにはじまるとされる。

### 水主神社
京都府城陽市水主宮馬場にある山城國式内大社水主神社の社伝によると、崇神天皇5年（BC93年）水主の地に山城水主直の祖神を祭祀したとされている。

### 狭山神社
大阪府大阪狭山市半田にある河内国式内社狭山神社の社伝によると、当社は崇神天皇の勅願により、垂仁天皇の狭山池築造以前に創建されたという伝承がある。

### 杜本神社
大阪府羽曳野市駒ヶ谷にある河内国式内社杜本神社の社伝によると、当社は崇神天皇の御代、経津主命の14世孫の伊波別命がこの地に住み、祖神である経津主神を祀ったのが起源であるとされる。また本殿前左右には、「隼人石」と呼ばれる石造物1対がある。獣頭人身像が彫られたもので、造立年代は不明だが、奈良市の「那富山墓」にある隼人石第1石によく似る。

### 美具久留御魂神社
大阪府富田林市宮町にある河内国式内社美具久留御魂神社の社伝によると、崇神天皇10年（BC88年）にこの地にしばしば大蛇が出没したので、天皇自ら視察して「これは大国主命の荒御魂によるものである」と仰せられ、出雲振根に杵築大社から生大刀・生弓矢を勘請させ大国主命の神体として祀らせたのに始まるという。崇神天皇62年（BC36年）、丹波国氷上郡の氷香戸辺が神懸かりして「玉萎鎮石（たまものしずし）。出雲人祭る真種の甘美鏡（うましかがみ）。押羽振甘美御神（おしはふるうましみかみ）。底宝御宝主（そこたからみたからぬし）。山河の水泳御魂（やまがわのみくくるみたま）静挂甘美御神（しずかかるうましみかみ）。底宝御宝主也（そこたからみたからぬしなり）」（出雲大神は大国主命であり、大国主命は山河を泳ぎ渡ってきた和爾神（龍神）であり、水泳御魂大神である）と宣託した。天皇は直ちに皇太子の活目入彦命（後の垂仁天皇）を当社に遣わして祀り、「美具久留御魂（みくくるみたま）」の名を贈り、相殿に四神を配祀したという。

### 建水分神社
大阪府南河内郡千早赤阪村大字水分にある河内国式内社建水分神社の社伝によると、、崇神天皇5年（BC92年）に諸国が飢饉となった際、天皇は各地に溜池や溝を作ることを勧められた。この時に金剛山の山麓に水分神を祀ったことにはじまるとされる。当社は上水分社とも称され、錦織神社（中水分社）、美具久留御魂神社（下水分社）とともに「河内国の三水分（みくまり）社」と呼ばれている。

### 石切剣箭神社
大阪府東大阪市東石切町にある河内国式内社石切剣箭神社の社伝によると、当社は神武天皇2年（BC659年）の創建で生駒山中の宮山に可美真手命が饒速日尊を奉祀されたのが起源とされ、崇神天皇の御代に伊香色男によって下之社（現本社）に可美真手命が奉祀されたと伝えられている。

### 吉御子神社
滋賀県湖南市石部にある式内社吉御子神社の社伝によれば崇神天皇68年（BC30年）に神降があり、垂仁天皇2年（BC28年）に宇加之彦の子が吉比古・吉比女の神を、谷黒の御前に祀ったのが創祀とされている。

### 乎彌神社
滋賀県長浜市余呉町下余呉にある式内社乎彌神社の社伝によると、当社は崇神天皇10年（BC86年）に天児屋命十世の孫巨知人命の後裔が、祖神である巨知人命と梨津臣命を祀ったことにはじまるとされている。のちに彼らは中臣連となったとされる。

### 鉛練比古神社
滋賀県長浜市余呉町中之郷にある式内社鉛練比古神社の社伝によると、崇神天皇の御代、天日槍命の子孫がこの地を開拓し、祖神を祀ったと伝えられている。また鉛練（えれ）という名前は、当時周辺は江が連なったところに宮があったことから江連之宮と云う名前がついたとされる。

### 奥石神社
滋賀県近江八幡市安土町東老蘇にある式内社奥石神社の社伝によると、当社は孝霊天皇の御代の創建で第10代崇神天皇の時に四道将軍吉備武彦が新たに宮殿を設けて澳津比古命・澳津比売命を祀ったとされる。

### 久麻久神社
愛知県西尾市にある三河国式内社久麻久神社社伝によると、当社は祟神天皇の御代、久麻久連が丹後半島与謝の国よりこの地に来て開拓し、その産土神を祀ったことにはじまるとされる。

### 速星神社
富山県富山市婦中町にある越中国式内社速星神社の社伝によると、崇神天皇の御代当地に阿彦なる暴君が住み着き人民を苦しめていた事から、朝廷から崇神天皇の皇子五十日足彦命が派遣され、暴君阿彦を成敗した。その後、皇子の御居城内に稲倉魂神を祭鎮した事から、当地ではこの神社を御門神社と称したと伝わっている。

### 彌彦神社
新潟県西蒲原郡弥彦村にある越後国式内名神大社弥彦神社の社伝によると、当社は孝安天皇元年に天香山命の宗廟を築き奉祀したことにはじまるとされ、崇神天皇の御代に天香山命の第六嗣建諸隅命が勅を奉じて社殿を造営して以来、歴代の天皇の勅による社殿修造がなされたと伝えられている。

### 魚沼神社
新潟県小千谷市土川にある越後国式内社魚沼神社の社伝によると、当社は天香語山命を祀ることから「上弥彦神社」と呼ばれ、創建は崇神天皇の御代と伝えられられている。

### 二田物部神社
新潟県柏崎市西山町二田にある越後国式内社二田物部神社の社伝によると、当社の創建は神武天皇の御代であるが崇神天皇の御代、当社祭神二田天物部命の12世孫・物部稚桜命が社殿を石地浜から南大崎へ遷したとされる、またこのとき当社元宮の地である天香山命が着船した丘を「船岡山」と名付けたとされる。

### 大虫神社
福井県越前市大虫町にある越前国名神大社大虫神社の社伝によると、当社は南越地方を平定・開拓した天津日高彦火火出見命の霊を崇神天皇7年（BC90年）に鬼ヶ嶽の山頂に祀ったことに始まると伝えられている。

### 天日陰比咩神社
能登國延喜式内社天日陰比咩神社は崇神天皇の御代の創建で、本殿後方の天日加氣山中腹にある中御前社は崇神天皇の御廟跡及び印色之入日子命の御陵墓であったと伝えられている。

### 能登生国玉比古神社
石川県七尾市所口町にある能登国式内社能登生国玉比古神社の社伝によると、当社は孝元天皇の御代に創祀され、崇神天皇の御代に羽咋の竹津浦（現在の気多大社）に祭神を分霊し気多神社が創祀、それから気多本宮と称するようになったとされている。

### 伊須流岐比古神社
石川県鹿島郡中能登町石動山にある能登国式内社伊須流岐比古神社の社伝によると、当社は崇神天皇6年（BC91年）に方道仙人が石動権現と白山神を祀るために開山したと伝えられている。

### 須須神社
石川県珠洲市三崎町寺家にある能登国式内社須須神社の社伝によると、当社は崇神天皇の治世（紀元前97年 - 紀元前29年）に珠洲市狼煙町にある現在の奥宮の地・山伏山（鈴ケ嶽）の頂上に創建され、天平勝宝年間（749年 - 756年）に現在の地に遷座したとされる。

### 重蔵神社
石川県輪島市河井町にある能登国式内社重蔵神社の社伝によると、当社は崇神天皇の御代に創建されたとされている。

### 虎柏神社
東京都青梅市根ヶ布にある武蔵国式内社虎柏神社の社伝によると、当社は崇神天皇の御代に神戸を寄進されたと伝えられており、創建はさらに古いと云われている。『延喜式神名帳』には武蔵国多摩郡八座の一座に数えられている。

### 大麻止乃豆乃天神社
武蔵国式内社大麻止乃豆乃天神社のひとつに比定されている東京都青梅市にある武蔵御嶽神社の社伝によると、当社は崇神天皇7年（BC90年）に四道将軍武渟川別が東方十二道平定の折、御岳山の頂に大己貴命と少彦名命を祀ったことが始まりだと云われている。また太占祭は貫前神社と武蔵御嶽神社の二箇所のみ行われており、同様に武蔵国式内社大麻止乃豆乃天神社に比定されている東京都稲城市大丸にある大麻止乃豆乃天神社の祭神は櫛真智命であり太占を司る神である。

### 氷川女体神社
埼玉県さいたま市緑区にある武蔵国式内社氷川女体神社の社伝によると、当社は崇神天皇の御代、疫病を鎮めるため勅命により出雲大社から奇稲田姫命を勧請したことがはじまりとされる。

### 中氷川神社
埼玉県所沢市山口にある武蔵国式内社中氷川神社の社伝によると、当社は崇神天皇の御代に創建されたと伝わっている。

### 丸子神社
静岡県沼津市浅間町にある駿河国式内社丸子浅間神社の社伝によると、当社は崇神天皇の御代に鉱山の神である金山彦命を駿河国沼津堂敷免(現 沼津市丸子町)に奉斎したのがはじまりとされる。

### 石刀神社
愛知県一宮市今伊勢町にある尾張国式内社石刀神社の社伝によると、当社は崇神天皇の御代に石刀社として創建されたのがはじまりとされる。

### 南宮大社
岐阜県不破郡垂井町にある美濃国名神大社南宮大社の社伝によると、当社は神武東征の時代から不破郡府中の地に祀られていた金山彦大神を崇神天皇の御代、現在の地に遷座したのがはじまりとされている。

### 鹿島神宮
常陸国風土記によると、崇神天皇の御代に大中臣神聞勝命が大坂山で鹿島神から神託を受けたことで、天皇は茨城県鹿嶋市宮中にある常陸国名神大社鹿島神宮に大刀、鉾、鉄の弓、鉄の箭許呂、枚鉄、練鉄、馬、鞍、八咫鏡、五色の宝を納め奉らしめたとされる。

### 老尾神社
千葉県匝瑳市生尾にある下総国匝瑳郡式内社老尾神社の社伝によると、当社は崇神天皇7年（BC90年）に創建されたと伝えられている。

### 比比多神社
神奈川県伊勢原市三ノ宮にある相模国式内社比々多神社の社伝『比比多伝記』によれば、当社は神武天皇6年（BC655年）の創建で、磐余彦が神武東征の際に護国鎮護のため人々が古くから祭祀の行われていた当地を最良と選定し、大山を神体山とし豊国主尊を日本国霊として祀ったことを起源としている。また崇神天皇7年（BC91年）に神地の神戸を賜ったとされている。

### 大山阿夫利神社
神奈川県伊勢原市大山にある相模国式内社大山阿夫利神社の社伝によると、当社は崇神天皇の御代の創建で山頂磐座に石尊権現を祀ったことにはじまる。大山阿夫利神社が鎮座する大山は、山上によく雲や霧が生じたことから別名「あめふり山」とも呼ばれ、雨乞いや五穀豊穣祈願の霊地として篤い信仰を受けていたとされる。また山岳信仰としての歴史も長く、祭祀に使われたとされる縄文土器も山頂から発掘されている。

### 山梨岡神社
山梨県笛吹市春日居町鎮目にある甲斐国式内社山梨岡神社の社伝によると、当社は崇神天皇の御代、疫病が蔓延したため勅命によって日光山高千穂の峰（当神社背後の御室山と見られている）に大山祇神、高龗神、別雷神の3柱の祭神を祀って近郷の鎮守とし、成務天皇の時代に郡境を定めるにあたり、山麓の現社地にあった梨の木数株を伐採して遷座、鎮座地を「甲斐嶺（かいがね）山梨岡」と名付けたという。古代甲斐国の山梨郡域にあたる春日居地域には古墳時代後期から古代に至る後期古墳や渡来人墓制であると考えられている積石塚などの考古遺跡が分布し、甲斐4郡（山梨・八代・巨麻・都留郡）の成立後には甲斐の初期国府や山梨郡の郡家の所在地であったと考えられており、周辺には奈良・平安時代の集落遺跡や古代豪族の氏寺であると考えられている寺本廃寺（寺本古代寺院）など官衙施設も分布している。

### 金櫻神社
山梨県甲府市御岳町にある甲斐国式内社金櫻神社の社伝によると、当社は崇神天皇の御代、全国に疫病が流行したため、悪疫退散、万民息災を祈願され、甲斐国には金峰山頂に少彦名命を鎮祭されたのがはじまりとされる。

### 安房神社
栃木県小山市粟宮にある下野国式内社安房神社の社伝によると、当社は崇神天皇の御代の創建で仁徳天皇の御代に再興されたと伝えられている。

### 大神神社
栃木県栃木市惣社町にある下野国式内社大神神社の社伝によると、当社は崇神天皇48年（BC50年）に豊城入彦命が東国平定の折に戦勝と人心平安を祈願し、当時から広く名を知られた三輪大神を勧請したのがはじまりとされている。

### 胸形神社
栃木県小山市巴波川にある下野国式内社胸形神社の社伝によると、当社は崇神天皇の御代に九州の牟奈加多神社（宗像神社）の祭神を勧請したのがはじまりとされる。

### 賀茂神社
群馬県桐生市広沢町にある上野国式内社賀茂神社の社伝によると、当社は崇神天皇の御代、豊城入彦命が山城国の賀茂神を勧請したと伝えられている。

### 美和神社
群馬県桐生市宮本町にある上野国式内社美和神社の社伝によると、当社は崇神天皇の御代に大和国の三輪山から勧請したと伝えられている。

### 火雷神社
群馬県佐波郡玉村町にある上野国式内社火雷社の社伝によると、当社は崇神天皇元年（BC97年）の創建とされ、景行天皇の代に東国に派遣された御諸別王も当社を祭祀したと伝えられている。

### 倉賀野神社
群馬県高崎市倉賀野町にある倉賀野神社社伝によると、創建は崇神天皇御代とされ、皇子の豊城入彦命が東国平定を命じられた際、倭大国魂神の分霊である亀形の自然石（亀石）を授けられ、それが御神体として祀られたのが起源とされる。

### 養父神社
兵庫県養父市養父市場にある但馬国式内社養父神社社伝によると、当社は崇神天皇30年（BC68年）創祀と伝えられ、かつては弥高山の山頂上社に大己貴命、中腹の中社に倉稲魂命と少彦名命、現社地である下社に谿羽道主命を祀られていた。また天平9年（737年）の『但馬国正税帳』にも出石神社、粟鹿神社とともにその名が見える。

### 小田井縣神社
兵庫県豊岡市にある但馬国式内社小田井縣神社社伝によると、崇神天皇の御代に谿羽道主命が国司多遅摩比那良岐に命じ神霊を祭ったことにはじまりとされる。

### 多久神社
京都府京丹後市峰山町丹波小字涌田山にある丹後国式内社多久神社社伝によると、当社は崇神天皇39年7月7日（BC59年）に豊宇賀能売命が舞い降りた丹波郷のある池の場所に創建されたとされる。豊宇賀能売命は『丹後国風土記逸文』にいう比治山の天女（羽衣天女）と比定され、天に帰りそびれてこの地に住み、稲作を行い、万病を癒す酒を作り出したと伝えられている。

### 大宮売神社
京都府京丹後市大宮町周枳にある丹後国式内社大宮売神社社伝によると、当社は崇神天皇7年（BC91年）に詔勅で大宮売神を祀り、崇神天皇10年（BC88年）に丹波道主命が若宮売神を祀ったことにはじまるとされる。境内一帯は考古遺跡としても知られ、これまでに弥生時代前期以降の多くの遺物が出土している。特に古墳時代中期の滑石製勾玉をはじめとする祭祀遺物が多数認められることから、古代祭祀場から神社へと発展したことが確実視されている。

### 神谷太刀宮
京都府京丹後市久美浜町にある丹後国式内社神谷太刀宮の社伝によると、崇神天皇10年（BC86年）に勅命により遣わされた丹波道主命が丹後国を平定したとされている。また創建は崇神天皇の御代に地方平定を命ぜられた丹波道主命が山陰道を巡察した際に、前途洋々たることを祈願して出雲国から八千矛神（大国主命）を招き祀ったのが始まりとされる。

### 彌加宜神社
京都府舞鶴市森にある丹後国式内社郷社彌加宜神社の社伝によると、当社は崇神天皇11年（BC87年）に丹波道主命が外祖父である天御蔭命を祀ったのが創始とされている。

### 足高神社
岡山県倉敷市笹沖にある備中国式内社足高神社の社伝によると、当社は崇神天皇の御代に大山祇神を勧請したことにはじまるとされる。また鎮座地は現在陸続きとなっているが、かつては「小竹島」または「笹島」と呼ばれ、瀬戸内海のうち児島（今の児島半島）に切り離されたいわゆる吉備の穴海に浮かぶ島であったとされる。

### 天石門別神社
岡山県美作市滝宮にある美作国式内社天石門別神社の社伝によると、当社は崇神天皇の御代、四道将軍大吉備津彦命が吉備地方平定報賽のため、天手力男神を自ら鎮斎したと伝えられている。

### 仁壁神社
山口県山口市三の宮にある周防国式内社仁壁神社の社伝によると、崇神天皇7年（BC91年）に勅により各地の神社の神封戸を定めたときに、当社にも宮野庄を神封戸としてあてたとする伝承が残っている。

### 香春神社
福岡県田川郡香春町にある豊前国式内社香春神社の社伝によると、第一座辛国息長大姫大自命は神代に唐土の経営に渡らせ給比、崇神天皇の御代に帰座せられ、豊前国鷹羽郡鹿原郷の第一の岳に鎮まり給ひ、第二座忍骨命は、天津日大御神の御子にて、其の荒魂は第二の岳に現示せらる。 第三座豊比売命は、神武天皇の外祖母、住吉大明神の御母にして、第三の岳に鎮まり給ふ。とされる。また『豊前国風土記・逸文』によれば往古、鮎の泳ぐ清浄な川原を気に入ったの新羅の神が住むに至ったのが香春大神となったとされる。

## 考証

### 実在性
初代神武天皇とそれに次ぐ欠史八代の天皇達の実在性が一般に希薄であるとされることから、この崇神天皇をヤマト王権の初の天皇と考える説が存在し、また記紀に記された事績の類似と諡号の共通性（後述）から、神武天皇と同一人物とする説もある。井上光貞は御名に後世的な作為が窺えず、欠史八代と違って旧辞も備わっていることから、崇神を実在の可能性のある最初の天皇としている。
ただし、井上は崇神に次ぐ系譜と15代応神天皇以降の系譜との繋がりには懐疑的であり、直木孝次郎も同様の理由から応神以前に大和地方に存在した別王朝の首長と考えており、このように後代の天皇達との連続性を疑う「王朝交替説」も存在する。一方で神武と欠史八代の実在を支持する立場からは、『日本書紀』の記述では神武の即位後しばらくは畿内周辺の狭い領域の記述しか出てこず崇神の代になって初めて他地方にまで渡る記述が出てくること（四道将軍の派遣など）から、神武から9代開化天皇までは畿内にしか力の及ばなかったヤマト王権が、崇神の代になって初めて全国規模の政権になったと考える説もある。
大津透も崇神天皇のミマキイリヒコイニヱという名が「イリヒコ」を持ち実名に近い形であり、また崇神から「旧辞」が伝えられていること、記紀に「ハツクニシラススメラミコト」という名前が伝えられていることから実在性を認め、ある段階で神武天皇にかわる初代天皇として伝えられていたとする説も有力であると述べている。
『古事記』は崇神の没年を干支により戊寅年と記載しているので（崩年干支または没年干支という）、これを信用して258年もしくは318年没と推測する説も見られる。258年没説を採った場合、崇神の治世は中国の文献に記載されている邪馬台国の卑弥呼・台与の治世時期と重なることになる。崇神をヤマト王権の礎を築いた存在とした場合、邪馬台国と崇神のかかわりをどう考えるかが問題となってくる。邪馬台国畿内説からは、邪馬台国とヤマト王権は同一であるという認識の下、水野正好は崇神を「卑弥呼の後継の女王であった台与の摂政だった」とする説、西川寿勝は「『魏志倭人伝』に記されている卑弥呼の男弟だった」という説などを提唱している。邪馬台国九州説からは、「北九州にあった邪馬台国はヤマト王権とは別個の国であって、この邪馬台国を滅ぼしたのが大和地方を統一した崇神天皇である」とする田中卓や武光誠、宝賀寿男などの説や、「崇神天皇の同時代に大和に卑弥呼のような女王はいないことからも邪馬台国畿内説は誤りである」とする古田武彦などの説も存在する。

#### 考古学的見地から見た実在性
寺沢薫は『日本書紀』には崇神天皇の磯城瑞籬宮、垂仁天皇の纒向珠城宮、景行天皇の纒向日代宮とあり、『古事記』ではミマキイリヒコイニエノミコト（崇神天皇）の師木水垣宮、イクメイリヒコイサチノミコト（垂仁天皇）の師木玉垣宮、オオタラシヒコオシロワケノスメラミコト（景行天皇）の纒向日代宮があったとあり、纒向は師木（磯城）に包括されるから崇神天皇の磯城瑞籬宮は纒向水垣宮であったとも考えられる。実在すると言われる初期三代の都宮が纒向に造営されたという伝承をもつこと自体に重大な示唆が含まれていると指摘する。
また埼玉県の稲荷山古墳出土鉄剣銘に崇神天皇が派遣した四道将軍の一人「大彦命」を祖とし、孝元天皇まで遡らない系譜が記されていることは５世紀後半の雄略天皇の時代には崇神天皇を祖とする王統譜（原帝紀）が存在した可能性を示している 。
また継体天皇の皇后であった手白香皇女の陵は宮内庁治定西殿塚古墳、考古学ではその北隣の西山塚古墳と考えられているが、いずれも継体陵のある摂津三島から離れた大和の山辺の大和古墳群の地に葬られたのは王統の始祖である崇神天皇の近くということを意識してではないかという説もある。
ただし崇神陵とされる行灯山古墳は最古の大型前方後円墳である箸墓古墳から数えると5番目に築造された大王墳と考えられるため、箸墓の被葬者を卑弥呼ないしはヤマト王権の初代大王と見なすと、崇神天皇は初代でも10代目でもなく5代目の大王だったことになり、箸墓の次に崇神陵が造営されたという『日本書紀』の記述とは違ってくる。

### 称号
崇神天皇は奈良盆地南東の三輪山麓を根拠地として宗教的・軍事的方法によって国内の統一を進めており、後世これを「はつくにしらす」と追称しているのは彼が原初的な小国家を統一してヤマト王権を確立したことを示すものと考えられる。また『日本書紀』における神武天皇の称号『始馭天下之天皇』と崇神天皇の称号である『御肇國天皇』はどちらも「はつくにしらすすめらみこと」と読める。「初めて国を治めた天皇」と解釈するならば、初めて国を治めた天皇が二人存在することになる。これについては、神武の称号にみえる「天下」という抽象的な語は崇神の称号の「国」という具体的な語より形而上的な概念であるため、本来は崇神が初代天皇であったが後代になって神武とそれに続く八代の系譜が付け加えられたと考える説がある（『常陸風土記』にも「初國所知美麻貴天皇」とある）。安本美典は上述の神武と崇神の称号に関する訓み方は鎌倉・室町時代（あるいは平安末期）の訓み方であり、『書紀』編纂時のものとは異なっていた可能性があると主張している。どちらも同じ意味であるならばわざわざ漢字の綴りを変える理由が解らず、また「高天原」などの用語と照応するならば神武の「天下」は「天界の下の地上世界」といったニュアンスと捉えるべきであり、神武の『始馭天下之天皇』とは「はじめてあまのしたしらすすめらみこと」などと読んで天の下の世界を初めて治めた王朝の創始者と解し、崇神の『御肇國天皇』はその治世にヤマト王権の支配が初めて全国規模にまで広まったことを称讃したものと解釈すれば上手く説明がつくとしている。
類似の語として『日本書紀』大化3年（648年）4月条の孝徳天皇の詔に「始治国皇祖（はつくにしらししすめみおや）」とある。宇治谷孟の現代語訳では「神武天皇」となっており、岩波文庫の『日本書紀』は神武天皇と崇神天皇を指すと注しているが、「皇祖母尊（すめみおやのみこと）」（皇極天皇譲位後の尊称）の補注では「ミオヤは一般に女性尊長をさしていう」とも説明しており、こちらを採れば『日本書紀』の歴代天皇では該当者がいないことになる。
崇神の和風諡号の「みまきいりひこ」と次の垂仁天皇の和風諡号の「いくめいりひこ」は、共に「いりひこ」（入彦）が共通している。「いりひこ」・「いりひめ」は当時の大王・王族名に現れる特定呼称である。「いり」が後世の創作とは考えにくいことから、これらの大王・王族は実在した可能性が高く、崇神天皇を始祖とする「イリ王朝」「三輪王朝」説なども提唱されている。崇神・垂仁の二帝の名は和風諡号ではなく実名（諱）をそのまま記紀に記載した、とする説も存在する。

### 高句麗の建国との関連
『日本書紀』は天智天皇7年（668年）の高句麗滅亡の記事で、この滅亡は仲牟王（東明聖王）が高句麗を建国してからちょうど700年目であったと記している。建国の年は崇神天皇66年（機械的に換算すると西暦紀元前32年）となり、『三国史記』東明聖王本紀が記す紀元前37年と5年の差があるが、上述の蘇那曷叱知、都怒我阿羅斯等、及び天日槍（アメノヒボコ）の記事との関連が推測される。